# Мері (гурт)
МЕ́РІ  — український рок-гурт, створений у 1996 році в місті Трускавці. Лідер гурту — Віктор Винник. Зараз цей авторський проєкт має назву «Віктор Винник і «МЕРІ».
У творчому доробку — 5 студійних альбомів: «Мерідіани» (2007), «Війни в прямому ефірі» (2010), «Кулями любов...» (2014), «Я z України» (2016), «Снайпери-Амури» (2020), 23 кліпи.

## Історія
У 1996 році в місті Трускавець на той час студент художнього факультету Прикарпатського національного університету імені Василя Стефаника Віктор Винник і старшокласник Тарас Ших заснували акустичний гітарний дует. Першими слухачами були близькі та знайомі люди. Певний час дует існував без конкретної назви. 
Вперше назва «МЕРІ» прозвучала у 1998 році в місті Тернополі, на фестивалі авторської пісні в міській філармонії.
Віктор Винник:

…Коли конферансьє запитав: «А як вас оголошувати?» — не було часу думати, і хтось сказав: "Та хай буде «МЕРІ…». Була в нас тоді така пісенька, «Мері second-hand», — тобто все було спонтанно і не надумано, так би мовити, «а ля пріма»…

У цей самий час до угрупування долучились ще кілька учасників: Іван Бондарчук (бас-гітара) та Міша Стець (клавішні). «МЕРІ» отримала електричне звучання.
У 1998 році Віктор Винник паралельно розпочинає співпрацю з групою «Немо», яка триває до 2003 року. На студії «NAU» (творча майстерня групи «Немо») записуються перші професійні фонограми.
1999 року виходить перша відеоробота гурту до пісні «Тепер ти ангел».
У 2000 році гурт покинув Іван Бондарчук (бас-гітара), йому на зміну прийшов Петро Гирич. Згодом пішов і Міша Стець (клавішні).

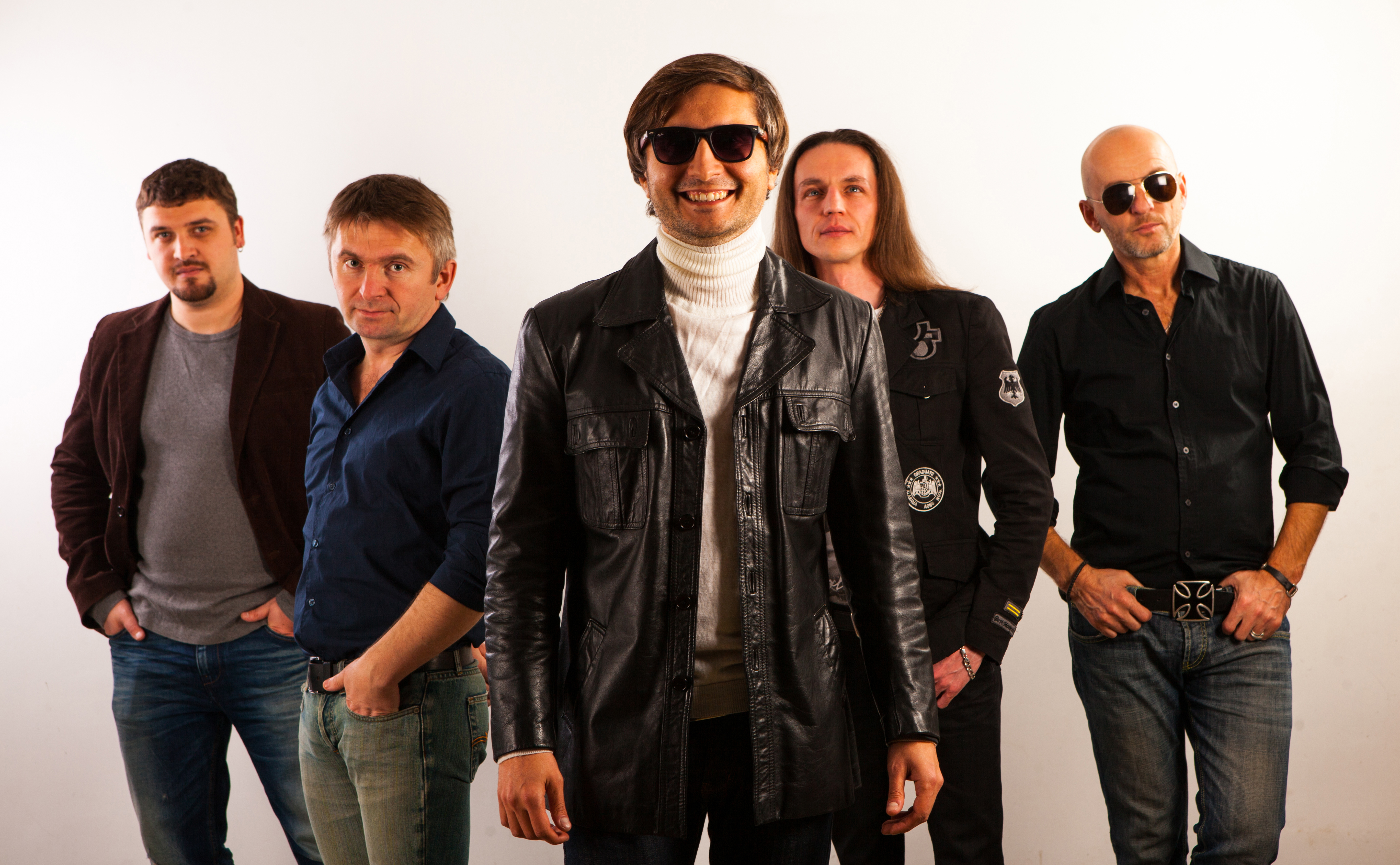
Віктор Винник і "МЕРІ". 2013 рік

- Віктор Винник і "МЕРІ". 2013 рікУ 2001 році Віктор Винник переїжджає до Києва. Триває запис нових пісень. У 2003 році було записано пісню «Мерідіани», яка швидко здобула популярність на FM-станціях країни. До групи долучається ударник Віктор Лесюк. Готується нова програма, яку було представлено 19 вересня 2003 року у львівському клубі «Picasso». Акція дістала назву «Осінній Львів збирає друзів». Окрім «МЕРІ», там були присутні гурт «Немо» та брейк-денс формація «Soul B». Саме цю дату прийнято вважати відправною точкою, початком нового етапу в розвитку «МЕРІ».

За останні роки склад «МЕРІ» неодноразово змінювався. У 2004 році у групу прийшов Микола Гаврилів (клавішні). У цьому ж році гурт покинув Віктор Лесюк, його замінив барабанщик Любомир Кульчицький.
У 2006 році склад колективу знову зазнає деяких змін. Його покидає Любомир Кульчицький, а натомість приєднуються барабанщик Володимир Андрієвський та гітарист Віталій Гудзій.
У 2007 році виходить в світ дебютний альбом гурту «Мерідіани». Альбом складається з 12 пісень, зокрема вже популярні «Ромео», «Бандити» та «Мерідіани».
У 2009 співпрацю з групою припинив Петро Гирич, якому на зміну долучився бас-гітарист Володимир Панів. Восени 2009 на студії «NAUMUSIC» завершено роботу над черговим альбомом. У 2010 колектив залишив гітарист Тарас Ших.

10 червня 2010 року в столичному клубі «44» відбулася презентація нового альбому гурту під назвою «Війни в прямому ефірі».

Альбом "Я Z України", 2016 рік

29 січня 2014 року гурт виклав у вільний доступ альбом «Кулями любов...», який також було видано у CD-форматі обмеженим тиражем.
Слідом за синглом «Я з України» [Архівовано 24 січня 2020 у Wayback Machine.], який встиг полюбитися вражаючій кількості українців, викликати численні дискусії та обговорення (а отже, стати успішним), Віктор Винник і гурт «МЕРІ» випустили повноформатний альбом «Я z України». Згадана пісня стала титульним треком і задала назву всій платівці. Альбом вмістив у себе одинадцять авторських треків і один бонус-ремікс. Загальна тривалість - близько 45 хвилин. Основна частина треків, що увійшли до нього, була записана в період між 2014 та 2016 роками, хоча є і кілька старіших композицій.
Серед закордонних концертів Віктора Винника і «МЕРІ» були виступи у США (2007 і 2019), Італії (2010), Польщі та Латвії (2013-2015), Великій Британії (2016) та інші.
Восени 2017 року Віктор Винник і «МЕРІ» зняли кліп на пісню «Про них» [Архівовано 18 січня 2018 у Wayback Machine.], присвячену українським добровольцям, які воюють на сході України. Кліп знімали у селі Широкине, безпосередньо на позиціях української добровольчої армії (УДА). Всі герої кліпу – справжні бійці УДА і волонтери.
У жовтні 2017 року Віктор Винник і «МЕРІ» наважилися на експеримент і зробили концертну програму з оркестром. У Львові виступ відбувся разом з колективом Lviv Jazz Orchestra (офіційне відео з концерту [Архівовано 19 листопада 2019 у Wayback Machine.]), в Івано-Франківську - з оркестром Harmonia Nobile.
У квітні 2019 року світ побачив новий сингл «Емігрант» із соціальною тематикою.
Віктор Винник і «МЕРІ» піснею Вічно молоді/ Forever young [Архівовано 13 червня 2021 у Wayback Machine.] долучився до акції "Так працює пам'ять", присвяченої пам'яті Данила Дідіка і всім, хто віддав життя за незалежність України.У березні 2020 року вийшов 5 альбом групи під назвою «Снайпери-Амури».

## Дискографія

### Альбоми
- 2007 «Мерідіани».
- 2010 «Війни в прямому ефірі»
- 2014 «Кулями Любов…»
- 2016 «Я z України»
- 2020 «Снайпери-Амури»

### Сингли
| Рік  | Назва                                                                |
| ---- | -------------------------------------------------------------------- |
| 2005 | «Ромео»                                                              |
| 2006 | «Мерідіани»                                                          |
| 2006 | «Бандити»                                                            |
| 2007 | «Kiss на біс»                                                        |
| 2007 | «Місто»                                                              |
| 2008 | «Не Віталік»                                                         |
| 2010 | «Незнайомий мій брат»                                                |
| 2010 | «Лялька»                                                             |
| 2010 | «Прощатися»                                                          |
| 2012 | «Сестра»                                                             |
| 2013 | «Ніжно»                                                              |
| 2014 | «Тепер ти ангел» (оригінал записано 1999)                            |
| 2016 | «Miss» [Архівовано 9 квітня 2019 у Wayback Machine.]                 |
| 2017 | «Чому болиш?» [Архівовано 9 травня 2019 у Wayback Machine.]          |
| 2017 | «Мамо»                                                               |
| 2017 | «Назавжди» [Архівовано 9 травня 2019 у Wayback Machine.]             |
| 2018 | «Музика Рок» [Архівовано 11 жовтня 2020 у Wayback Machine.]          |
| 2019 | «Снайпери-амури» (RMX) [Архівовано 5 травня 2019 у Wayback Machine.] |
| 2019 | «Емігрант» [Архівовано 19 квітня 2019 у Wayback Machine.]            |
| 2019 | «В.Н.Л.» [Архівовано 12 лютого 2022 у Wayback Machine.]              |
| 2019 | «Осінь» [Архівовано 23 грудня 2019 у Wayback Machine.]               |

### Кліпи
- 1999 — «Тепер ти Ангел»  [Архівовано 10 травня 2019 у Wayback Machine.]